# Pēteris Pumpurs
Pēteris Pumpurs, Piotr Iwanowicz Pumpur (ros. Пётр Иванович Пумпур, ur. 25 kwietnia 1900 w powiecie ryskim w guberni inflanckiej, zm. 23 marca 1942 w Saratowie) – radziecki dowódca wojskowy, generał porucznik lotnictwa, Bohater Związku Radzieckiego (1937).

## Życiorys
Urodził się w łotewskiej rodzinie chłopskiej. Po ukończeniu szkoły powszechnej skończył 2 klasy szkoły rzemieślniczej, później pracował jako robotnik rolny i uczył się u ślusarza i był pomocnikiem szofera. W maju 1918 wstąpił ochotniczo do Armii Czerwonej, był pomocnikiem szofera w oddziałach lotniczych w Moskwie i Samarze, a później na Froncie Wschodnim, Południowym, Południowo-Zachodnim i Południowym wojny domowej w Rosji. Od 1919 należał do RKP(b). Od lipca 1921 pracował na centralnym lotnisku w Moskwie jako mechanik silników lotniczych, od grudnia 1921 do 1924 uczył się w wojskowo-teoretycznej szkole lotników w Jegorjewsku, w 1924 ukończył także szkołę lotników w Borisoglebsku i został młodszym lotnikiem, a w październiku 1925 dowódcą klucza eskadry lotnictwa myśliwskiego w Moskwie. W lutym 1927 został dowódcą oddziału 17 eskadry lotnictwa myśliwskiego, w 1929 ukończył wojskową szkołę lotniczą w Sierpuchowie i kursy doskonalenia kadry dowódczej przy Akademii Wojskowo-Powietrznej im. Żukowskiego i został dowódcą samodzielnego oddziału lotniczego, a we wrześniu 1930 dowódcą eskadry Sił Powietrznych Moskiewskiego Okręgu Wojskowego. W czerwcu 1934 został dowódcą-komisarzem 403 Brygady Lotnictwa Myśliwskiego w Lubiercach, 4 grudnia 1935 otrzymał stopień kombriga. w lutym 1937 skierowano go na studia do Akademii Wojskowo-Powietrznej, jednak wkrótce potem wysłano do Hiszpanii. Od października 1936 do maja 1937 uczestniczył w wojnie domowej w Hiszpanii pod pseudonimem "pułkownik Julio" jako dowódca grupa myśliwców na froncie madryckim; strącił wówczas osobiście 5 samolotów wroga. Po powrocie z Hiszpanii w czerwcu 1937 otrzymał stopień komkora (po zmianie nazw stopni, 4 czerwca 1940 otrzymał stopień generała porucznika lotnictwa) i został szefem Zarządu Przysposobienia Bojowego Sił Powietrznych, od października do listopada 1938 dowodził Siłami Powietrznymi Moskiewskiego Okręgu Wojskowego, a później Siłami Powietrznymi 2 Samodzielnej Dalekowschodniej Armii Czerwonego Sztandaru, 1939-1940 jako dowódca grupy instruktorów ds. przysposobienia bojowego brał udział w wojnie z Finlandią. W grudniu 1940 ponownie objął dowództwo Sił Powietrznych Moskiewskiego Okręgu Wojskowego (do maja 1941). Od 1937 był deputowanym do Rady Najwyższej ZSRR 1 kadencji.
10 maja 1941 pod zarzutem bezczynności został usunięty ze stanowiska, a 31 maja aresztowany pod zarzutem udziału w antyradzieckim spisku w armii, 9 czerwca pozbawiony stopnia wojskowego i odznaczeń, 13 lutego 1942 skazany na śmierć i następnie rozstrzelany. 25 czerwca 1955 pośmiertnie zrehabilitowano go decyzją Wojskowego Kolegium Sądu Najwyższego ZSRR, a 17 listopada 1965 przywrócono mu odznaczenia.

## Odznaczenia
- Bohater Związku Radzieckiego (4 lipca 1937)
- Order Lenina (dwukrotnie, 2 stycznia 1937 i 4 lipca 1937)
- Order Czerwonego Sztandaru (7 stycznia 1937)